# Dicranomyia patricia
Dicranomyia patricia là một loài ruồi trong họ Limoniidae. Chúng phân bố ở miền Cổ bắc.